# Ophioglossum oleosum
Ophioglossum oleosum là một loài dương xỉ trong họ Ophioglossaceae. Loài này được Khand. mô tả khoa học đầu tiên..
Danh pháp khoa học của loài này chưa được làm sáng tỏ. 